# Eupithecia rubellicincta
Eupithecia rubellicincta är en fjärilsart som beskrevs av W. Warren 1904. Eupithecia rubellicincta ingår i släktet Eupithecia och familjen mätare. Inga underarter finns listade i Catalogue of Life.